# Aladdin (tv-serie)
 For alternative betydninger, se Aladdin (flertydig). (Se også artikler, som begynder med Aladdin)
Disney's Aladdin (Aladdin - Animated TV-Series) er en animeret komedie-tv-serie lavet af Walt Disney Company. Det er centreret omkring fra Disney's film Aladdin, dog uden de fleste af de andre karakterer fra filmene. Serien løb over tre sæsoner, fra den 6 februar 1994 til 1995.

## Figurer
- Aladdin – Scott Weinger
- Genie – Dan Castellaneta
- Jasmine – Linda Larkin
- Iago – Gilbert Gottfried
- Abu – Frank Welker
- Sultan – Val Bettin

## Danske Stemmer
- Aladdin – Søren Launbjerg
- Genie – Henrik Koefoed
- Jasmin – Ilia Swainson
- Jago – Torben Zeller
- Sultanen – Ove Sprogøe
- Fazal – Peter Zhelder
- Rasul – Peter Aude

### Øvrige Stemmer
- Andreas Hviid
- Lasse Lunderskov
- Marie Schjeldal
- Vibeke Dueholm
- Vibeke Hastrup
- Lars Thiesgaard
- Peter Aude
- Peter Zhelder

Titelsang sunget af: Kurt Ravn

## Episoder (ufuldstændige)
1. Abu, den store befrier